# Zaječí (Maršovice)
Zaječí (Duits: Sagetschy) is een Tsjechische plaats in de gemeente Maršovice, regio Midden-Bohemen, en maakt deel uit van het district Benešov. Het dorp ligt op 3,5 kilometer afstand van Maršovice.
Zaječí telt 38 inwoners (2021).

## Geschiedenis
Zaječí is waarschijnlijk het oudste deel van de gemeente Maršovice. De eerste schriftelijke vermelding van het dorp dateert van het jaar 1000, toen hertog Boleslav II in een schenkingsakte had laten opnemen dat Zaječí het jaar ervoor was overgedragen aan het nieuwe Sint-Johannes de Doperklooster op het eiland bij Davle. Waarschijnlijk is de akte reeds in de middeleeuwen verloren gegaan.
Tijdens de Tweede Wereldoorlog was het dorp onderdeel van het militaire oefenterrein van de Waffen-SS Benešov. Op 31 december 1943 moesten de inwoners daarom noodgedwongen hun huizen verlaten. In 1949 werd Zaječí, samen met Maršovice, ingedeeld bij het district Benešov.
In 1999 vierde het dorp het duizendste jubileum sinds de eerste schriftelijke vermelding.

## Verkeer en vervoer

### Autowegen
Er leidt een regionale weg naar het dorp.

### Spoorlijnen
Er is geen station in Zaječí. Het dichtstbijzijnde station is in Bystřice, op zo'n 8 kilometer afstand. Vanaf daar vertrekken stop- en intercitytreinen naar Benešov, Praag, Tábor en Sedlčany.

### Buslijnen
Er is één bushalte op enige afstand van het dorp:
| Halte                      | Lijn(en) | Traject(en)                        | Vervoerder(s)     |
| -------------------------- | -------- | ---------------------------------- | ----------------- |
| Maršovice, Zaječí, Rozchod | 754 755  | Benešov - Příbram Benešov - Rabyně | ZDAR CŠAD Benešov |

## Bezienswaardigheden
- Dorpskapel

## Galerij

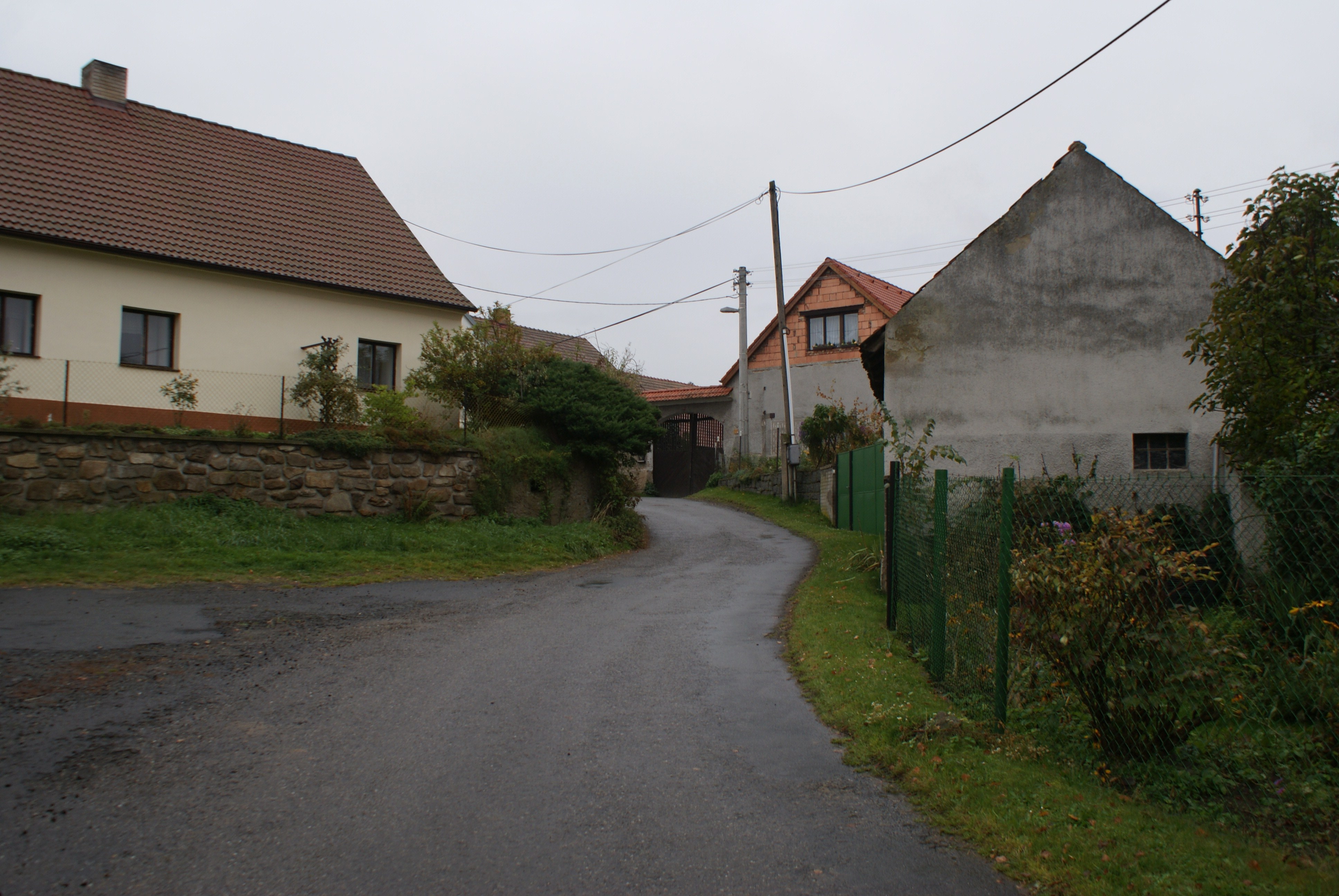
Straat in het dorp (2010)
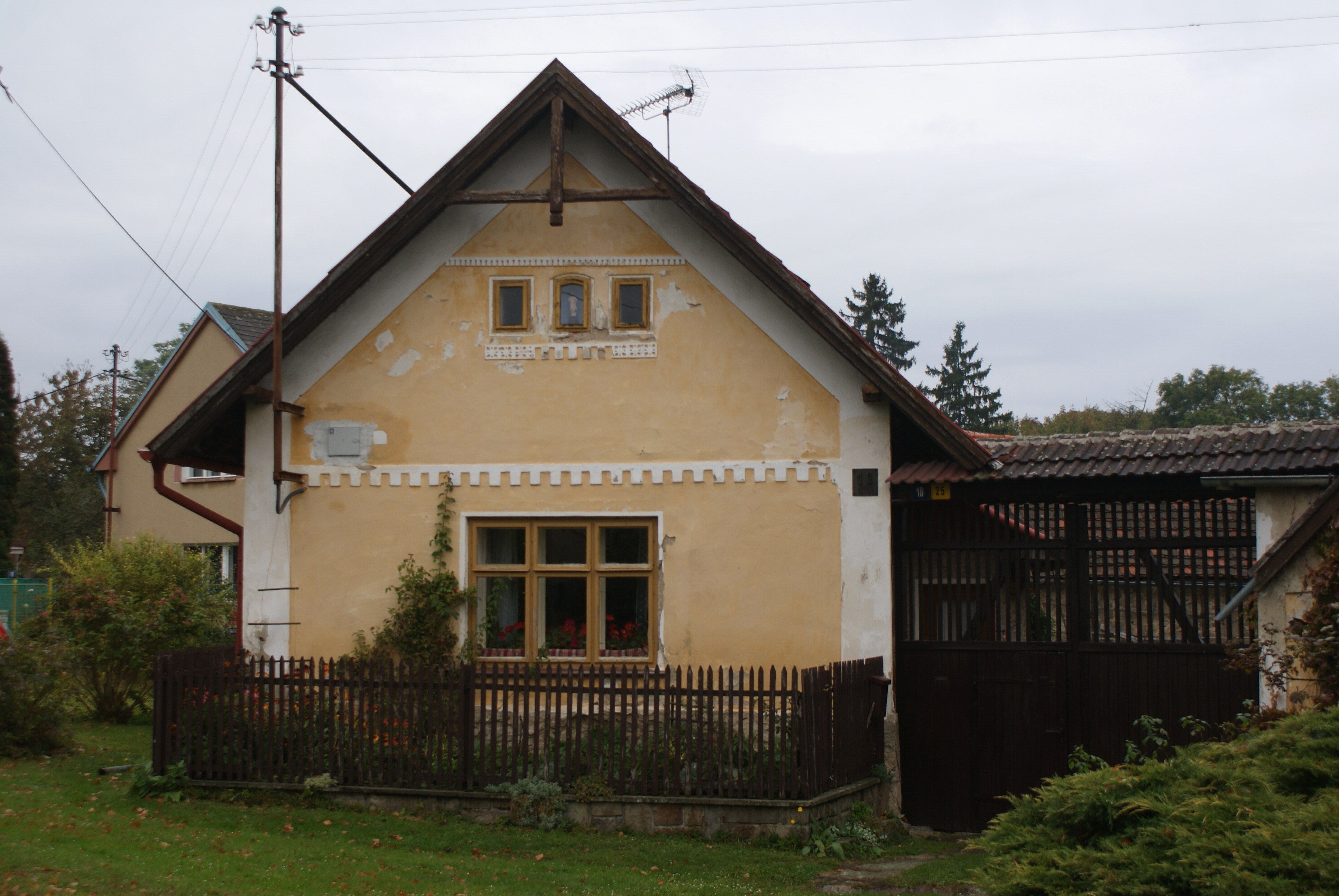
Huis in het dorp (2010)